# Église Saint-André d'Ayzac
L'église Saint-André d'Ayzac est une église catholique située à  Ayzac-Ost, dans le département français des Hautes-Pyrénées en France dans le Lavedan.

## Localisation
Elle se situe au centre du village.

## Historique
L'église Saint-André d'Ayzac, de style roman, a été remaniée en style classique aux XVIIe siècle et XVIIIe siècle.

## Architecture
L'église est en forme de croix latine, à nef unique avec deux chapelles latérales, et est terminée par un chevet semi-circulaire.
 
Le clocher-porche est protégé par un toit d'ardoise à quatre pentes, la porte initiale située au sud et donnant sur l'ancien cimetière a été murée. À l'intérieur trône un retable fin XVIIe siècle - début XVIIIe siècle.

## Galerie de photos

Sélection de vues diverses
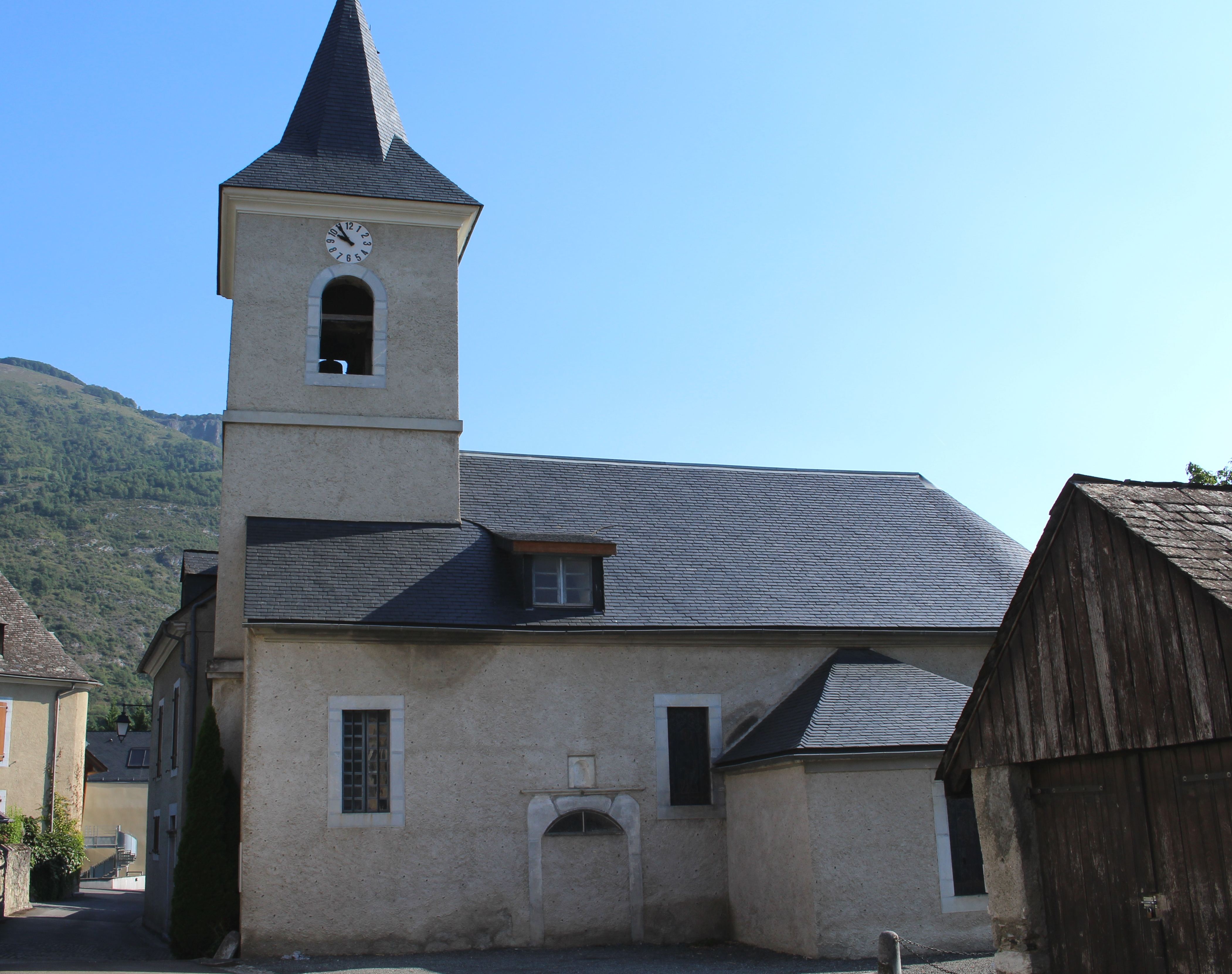
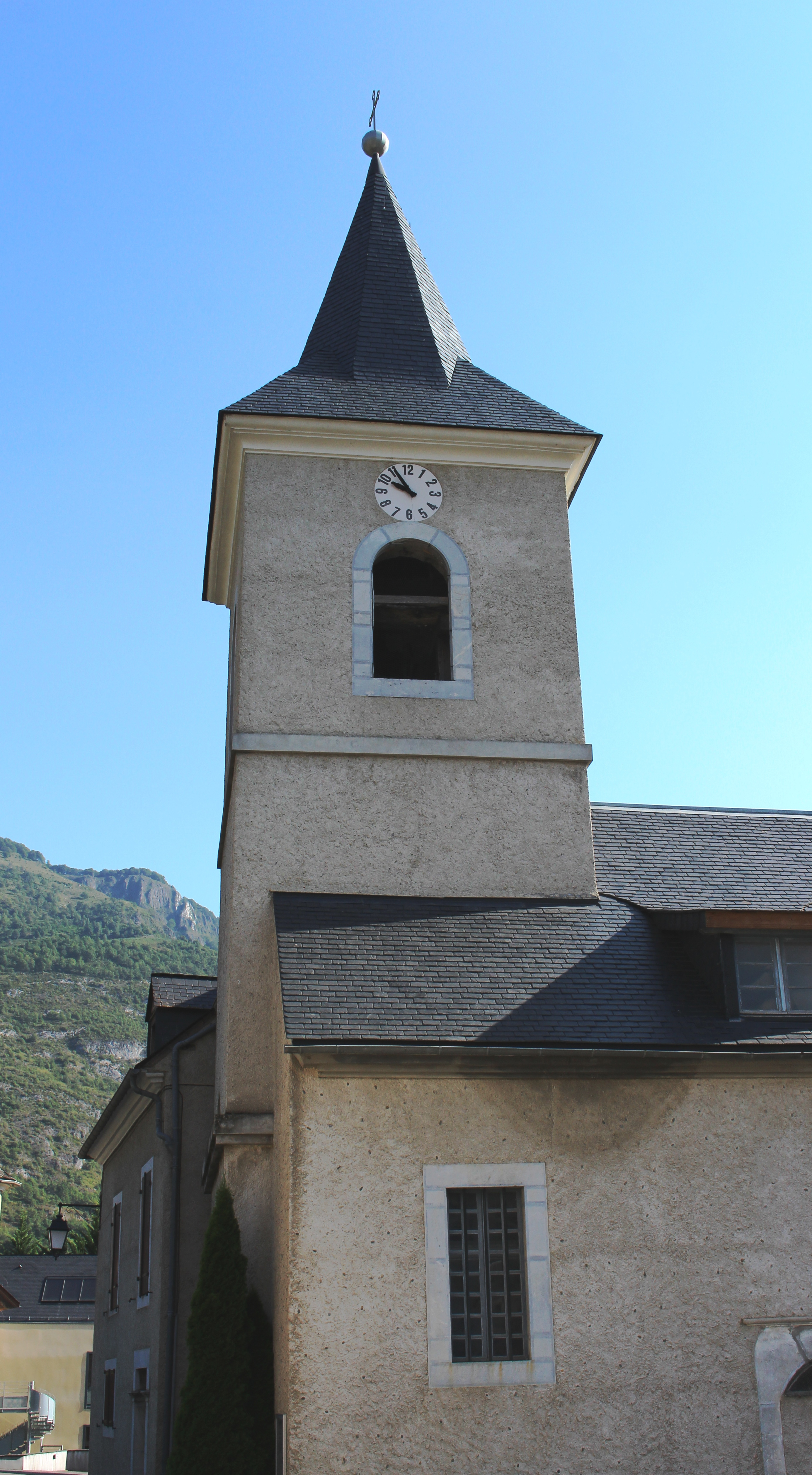
Clocher.
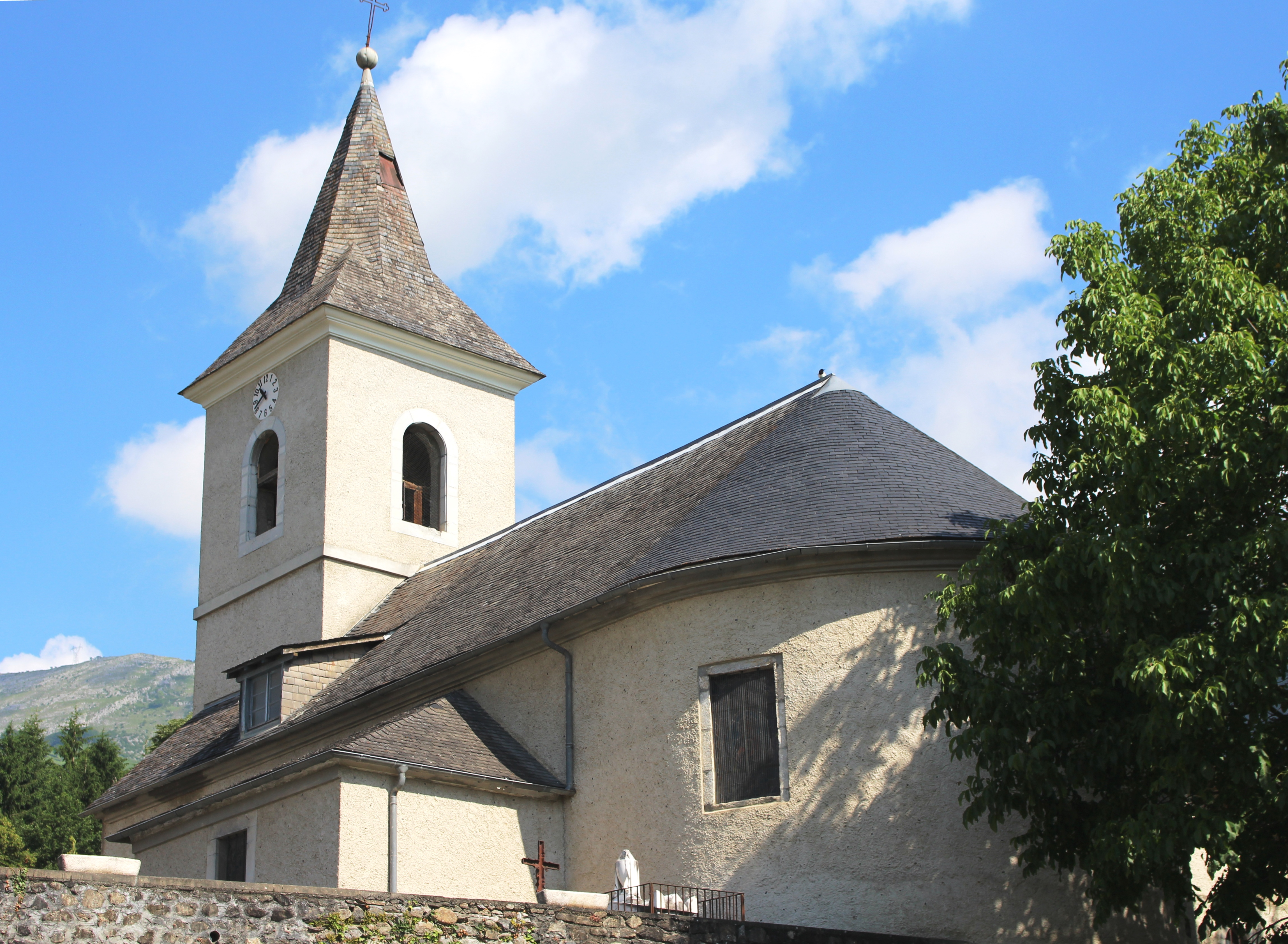